# Dorcadion ferdinandi
Dorcadion ferdinandi là một loài bọ cánh cứng trong họ Cerambycidae.